# Angela Beesley Starling
Angela Beesley Starling, född 3 augusti 1977 i Norwich, är medgrundare till Wikia.